# Мікрокосмос (Барток)
Мікрокосмос (Mikrokosmos) — цикл фортепіанних п'єс Бели Бартока Sz. 107, BB 105, що складається з 153 п'єс у шести зошитах, написаний упродовж 1926–1939 років. П'єси розміщені за принципом підвищення їх складності від дуже легких вправ для початківців до технічно складних творів, що робить збірник зручним для використання у навчанні піаніста. Сам композитор вважав, що цикл є «синтезом всіх музичних і технічних проблем, які були порушені і лише в деяких випадках частково вирішені в попередніх роботах для фортепіано». Зошити 1 і 2 присвячені його синові Петру, а зошити 5 і 6 призначені для концертного виконання професіоналами.
153 пєси розподілені за зошитами так:
- Зошити I–II: П'єси 1–36 і 37–66, початківці
- Зошити III–IV: П'єси 67–96 і 97–121, середній рівень
- Зошити V–VI: П'єси 122–139 та 140–153, професіонали